# Neelix
Neelix è un personaggio immaginario dell'universo fantascientifico di Star Trek. Compare nella serie televisiva Star Trek: Voyager, dove viene interpretato dall'attore statunitense Ethan Phillips.

## Storia del personaggio
Neelix è un alieno per ⅞ Talassiano e per ⅛ Myleano, originario di Rinax, una luna del pianeta Talax, nel Quadrante Delta della Via Lattea. 
Sebbene non si riesca a determinare quanti anni abbia, Neelix è un talassiano di mezza età, in quanto è già stato sposato e con figli sul suo pianeta d'origine. Tutta la sua famiglia rimane uccisa nella guerra tra i Talassiani e gli Haakoniani, durante uno sterminio di massa ad opera di un'arma di distruzione sperimentale. Neelix sopravvive solamente perché al momento dell'attacco si trova su Talax, arruolato nell'esercito. In seguito confessa di essersi in realtà nascosto dall'arruolamento obbligatorio perché contrario alla guerra che Talax aveva intrapreso contro i Haakoniani. Da allora vive di espedienti. Prima di unirsi all'equipaggio della nave stellare della Flotta Stellare USS Voyager NCC-74656, ha fatto diversi lavori: è stato addetto alla manutenzione, contrabbandiere, mercante di ricambi d'astronave e persino un trafficante di droga.
Recuperato a bordo della sua navetta mentre fa incetta di merce abbandonata nello spazio per poterla rivendere, Neelix e la sua compagna Ocampa Kes si uniscono all'equipaggio dell'astronave della Federazione dei Pianeti Uniti, USS Voyager, poco dopo che questa è arrivata nel Quadrante Delta. Neelix si offre come guida per quel settore dello spazio e anche come cuoco. Neelix si occupa inoltre di mantenere alto il morale dell'equipaggio, molto provato a causa delle perdite subite e della lontananza forzata da casa. Neelix gradualmente conquista la fiducia dell'equipaggio e l'amicizia di molti dei suoi membri, in particolare di Tuvok, grazie alle proprie qualità, al proprio carattere estroverso ed empatico, assumendo via via ruoli di maggiore responsabilità a bordo dell'astronave.
Verso la fine della serie, più precisamente nell'episodio La colonia della settima stagione, con il ruolo di ambasciatore della Federazione nel quadrante Delta, Neelix infine abbandona la Voyager per unirsi a una comunità di profughi Talassiani di cui fa parte Dexa, una donna di cui si è innamorato.

## Interpreti

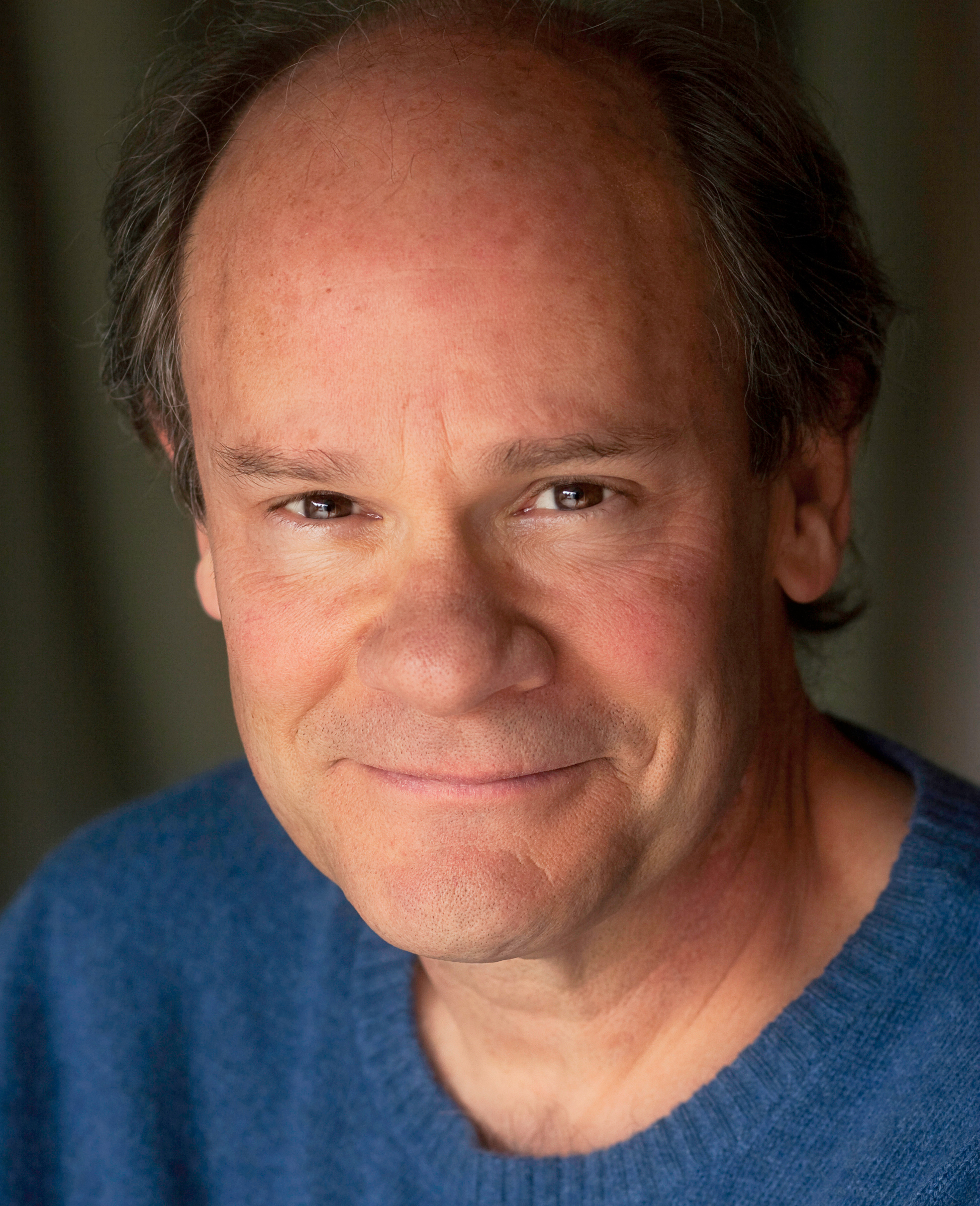
Ethan Phillips, interprete di Neelix

Il personaggio di Neelix, viene interpretato dall'attore statunitense Ethan Phillips, dal primo all'ultimo episodio della serie Voyager, per un totale di 168 episodi. L'attore aveva già interpretato il Ferengi Dottor Farek nell'episodio Il rapimento (Ménage à Troi, 1990), della quarta stagione della serie Star Trek: The Next Generation. Contemporaneamente alla messa in onda di Voyager, interpreta inoltre un cameo nel film del 1996 Primo Contatto (Star Trek: First Contact), in qualità di maître olografico nel nightclub sul ponte ologrammi. Successivamente alla fine della serie Voyager, appare nel ruolo del Ferengi Ulis, capitano di una nave pirata, nell'episodio Acquisizione (Acquisition, 2002), della prima stagione della serie televisiva Star Trek: Enterprise, quinta serie live action del franchise. L'attore appare inoltre nel film fanfiction distribuito direct-to-video del 2007 diretto da Tim Russ (il Tuvok di Voyager), Star Trek: Of Gods and Men, dove impersona Data Clerk.
Ethan Phillips ha inoltre prestato la voce a Neelix anche nei videogiochi del franchise Star Trek Voyager: Elite Force (2000) e Star Trek Online (2010).
L'attore dedicherà inoltre al suo personaggio e alla serie Voyager, un libro di ricette scritto assieme a William J. Birnes e intitolato The Star Trek Cookbook, pubblicato da Pocket Books nel 1999.
Nella travagliata edizione in lingua italiana della serie Voyager, in cui si sono susseguiti quattro differenti doppiaggi, Ethan Phillips è stato sempre doppiato da Roberto Del Giudice, a eccezione dell'edizione in home video del primo doppio episodio, con il titolo de Il guardiano, in videocassetta VHS, uscita prima della trasmissione della serie in televisione, in cui Ethan Phillips viene doppiato da Carlo Bonomi.

## Filmografia

### Televisione
- Star Trek: Voyager - serie TV, 168 episodi (1995-2001)

## Libri

### Guide
- (EN) Ethan Phillips e William J. Birnes, The Star Trek Cookbook, New York, Pocket Books, 1999, ISBN 978-0-671-00022-6.

## Giochi

### Videogiochi
- Star Trek: Voyager - Elite Force (2000)
- Star Trek Online (2010)
- Star Trek Timelines (2016)